# إدوارد راسيل (نقابي)
إدوارد راسيل (بالإنجليزية: Edward Russell)‏ هو نقابي أسترالي، ولد في 27 يونيو 1867، وتوفي في 14 أغسطس 1943.